# Карліс Чуксте
Карліс Чуксте (латис. Kārlis Čukste; 17 червня 1997, м. Рига, Латвія) — латвійський хокеїст, захисник. Виступає за ХК «Рига» у Молодіжній хокейній лізі (МХЛ).
Виступав за ХК «Рига».
У складі молодіжної збірної Латвії учасник чемпіонату світу 2015 (дивізіон IА). У складі юніорської збірної Латвії учасник чемпіонатів світу 2014 (дивізіон IА) і 2015.